# 玉山镇 (蓝田县)
玉山镇，是中华人民共和国陕西省西安市蓝田县下辖的一个乡镇级行政单位。

## 行政区划
玉山镇下辖以下地区：
许庙村、前程村、玉山村、上陈村、车贺村、腰祝村、闫河村、刘家寨村、杨寨村、翟家村、河东村、峒峪村、山王村、刘家山村和姜山村。